# Sturnelle militaire
Leistes militaris
Espèce
Statut de conservation UICN

 LC  : Préoccupation mineure
Répartition géographique
La Sturnelle militaire (Leistes militaris) est une espèce d'oiseau d'Amérique du Sud de la famille des ictéridés.

## Répartition
La Sturnelle militaire se retrouve au nord du Brésil, en Guyane, au Suriname, au Guyana, au Venezuela, en Colombie, au Panama, dans le sud du Costa Rica et dans nord-est de l’Équateur.

## Habitat
La Sturnelle militaire fréquente les champs, les pâturages et les terrains agricoles, surtout s’ils sont humides.  Elle se voit également dans les rizières.

## Nidification
La Sturnelle militaire peut nidifier en colonie.  Le nid est en forme de panier, placé au sol et partiellement caché par les herbacées.  Les œufs sont au nombre de deux à quatre. Le nid est fréquemment parasité par le Vacher luisant.